# Warning (gruppo musicale francese)
Gli Warning sono un gruppo musicale heavy metal francese attivo nei primi anni ottanta.

## Formazione
- Christophe Aubert - chitarra (1979-1983)
- Michel Aymé - basso, chitarra (1982-1983)
- Gerald Manceau - batteria (1982-1983)
- Francis Petit - voce (1983)

## Discografia

### Album studio
- 1981 - Warning
- 1982 - Warning II
- 1983 - Métamorphose

### Singoli
- 1981 - Ciné Regard